# ژاکوس برور
ژاکوس برور (Jacques Breuer؛ ‏۲۰ اکتبر ۱۹۵۶ – ۵ سپتامبر ۲۰۲۴) بازیگر، صداپیشه و کارگردان اهل آلمان بود.
از فیلم‌هایی که وی در آنها نقش داشته است، می‌توان به مورنگا، تماس با پلیس ۱۱۰، درک و پرونده‌ای برای دو نفر اشاره کرد.